# Pseudodiaptomus arabicus
Pseudodiaptomus arabicus is een eenoogkreeftjessoort uit de familie van de Pseudodiaptomidae. De wetenschappelijke naam van de soort is voor het eerst geldig gepubliceerd in 1998 door Walter.